# Torre del Bronce (Sevilla)
La Torre del Bronce és una torre de planta quadrada que formava part del recinte defensiu de la ciutat de Sevilla (Andalusia, Espanya). Va ser construïda durant el període de dominació almohade, entre finals del segle XI i principis del segle XII. Es trobava en línia amb la Torre del Oro i la Torre de la Plata, entre l'actual Casa de la Moneda i el Riu Guadalquivir.
Es tracta d'una construcció que es va descobrir l'any 2012, amb motiu de les obres de restauració d'un edifici al qual estava adossada. Només es conserva una part de la base, el nom ha estat proposat recentment, perquè no existeix constància documental de cap denominació.
Durant el període de dominació islàmica de la península ibèrica, els almoràvits van iniciar la creació d'un ampli recinte emmurallat per a la ciutat de Sevilla que més endavant van ampliar els almohades. Típic d'aquest període són les torres albarranes, construccions defensives situades fora de la muralla principal i connectades a la mateixa per muralles secundàries. Servien com a llocs avançats d'observació i defensa, per a ampliar el perímetre defensiu en determinats punts estratègics. Resultaven molt útils en cas d'atac a la ciutat per un contingent enemic. La Torre del Bronze seria per tant una de les torres albarranes que defensaven la ciutat, localitzant-se en un punt estratègic per la seva proximitat al Guadalquivir.